# 中國、四國地方

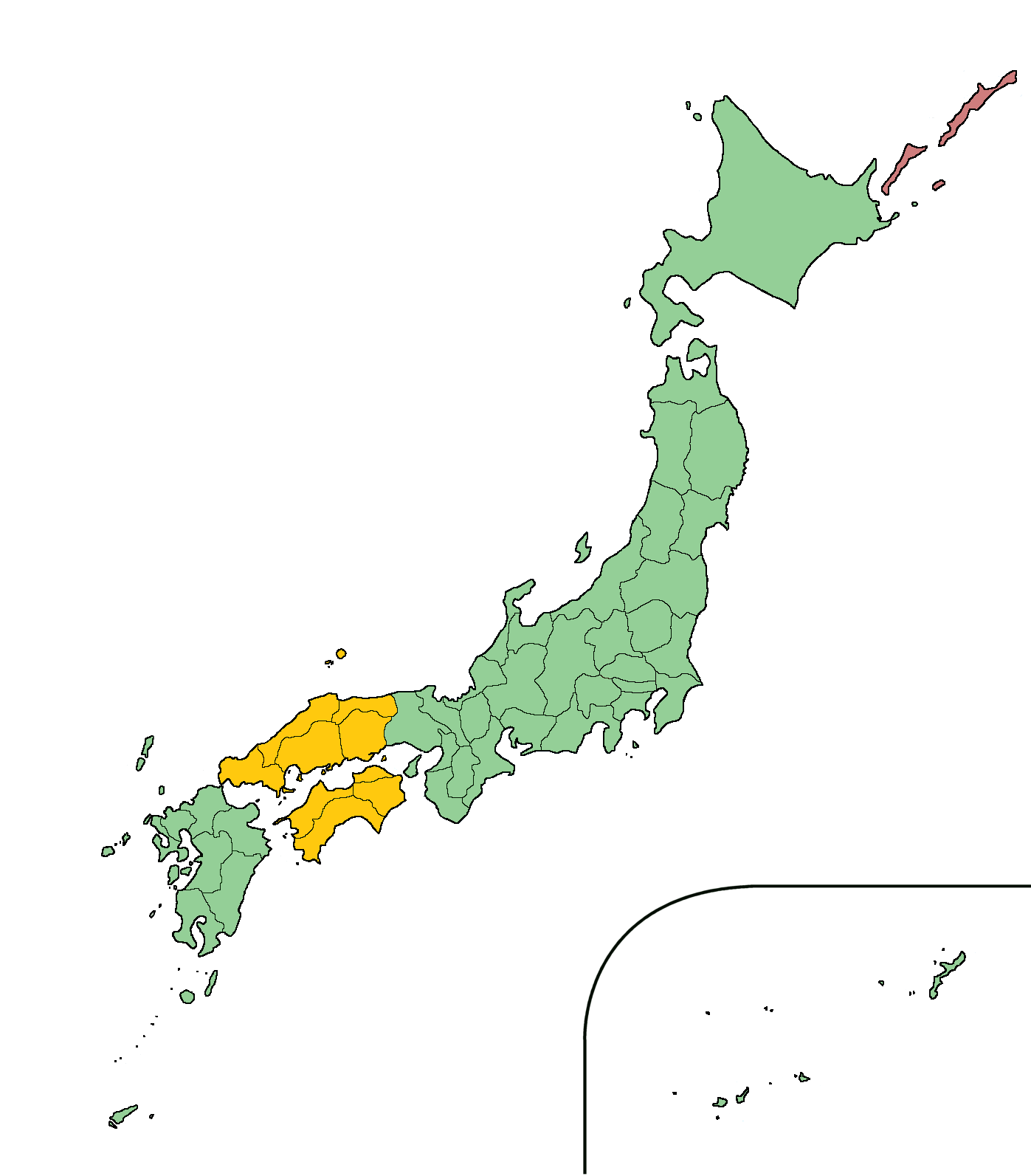
中國、四國地方（黃色）

中國・四國地方（日语：／ chūgoku・Shikoku Chihō */?）為中國地方與四國地方共九縣的總稱，也被称作或写为中・四国或中四国。

## 概述
历史上日本中国地方南部（冈山县、广岛县、山口县）和四国地方北部（香川县、爱媛县）因常通过濑户内海进行区域间交流，且该两地人口规模之和都不及九州地区，所以该两地方常被统称在一起。第三次全国総合開発計画（三全總）中的地方區分中一度使用該詞，但由于历史上与畿内地区交流更密切的四國地方及与四國地方交流较少的山陰地方的強烈反對，在四全总中再度分開。目前，该名称多见于讨论两个地方共同课题的理事会，如交通系统的发展和濑户内海的环境保护等，以及一些省厅的地方支分部局（如管区行政评价局、地方厚生局、地方农政局等）以及部分公司分支机构的设立上。
中國・四國地方人口最多的城市为广岛市，总人口超过110万，同时也是中国地方管辖的地方机构所在地。然而，作为连接山阴地方和四国地方的一个重要交通枢纽，拥有70多万人口的冈山市在交通方面更具优势。松山市是四国地方最大的城市，而高松市作为经济支点城市，是四国地方人口最多的城市。此外，日本人口最低的四个县（鸟取县、岛根县、高知县、德岛县）均属于该地方。
同时，尽管相隔濑户内海，但香川县和冈山县以及爱媛县和广岛县都分别存在处于陆上的县界。

## 主要都市
政令指定都市
1. 廣島市（118万人・廣島縣・廣島都市圏（日语：廣島都市圏）・縣廳所在地）
2. 岡山市（71.3万人・岡山縣・岡山都市圏（日语：岡山都市圏）・縣廳所在地）

中核市
1. 松山市（49.9万人・愛媛縣・松山都市圏（日语：松山圏）・縣廳所在地）
2. 倉敷市（46.7万人・岡山縣・岡山都市圏）
3. 福山市（44.9万人・廣島縣・福山都市圏（日语：備後都市圏））
4. 高松市（40.9万人・香川縣・高松都市圏（日语：高松都市圏）・縣廳所在地）
5. 高知市（31.4万人・高知縣・高知都市圏（日语：高知都市圏）・縣廳所在地）
6. 下関市（24.1万人・山口縣・下関都市圏（日语：下関都市圏）・関門都市圏（日语：関門都市圏））
7. 呉市（19.8万人・廣島縣・廣島都市圏（日语：廣島都市圏））
8. 松江市（19.7万人・島根縣・松江都市圏（日语：松江都市圏）・縣廳所在地）
9. 鳥取市（18.2万人・鳥取縣・鳥取都市圏（日语：鳥取都市圏）・縣廳所在地）

施行時特例市
无此类城市
市
1. 徳島市（24.5万人・徳島縣（日语：徳島縣）・徳島都市圏（日语：徳島都市圏）・縣廳所在地）
2. 山口市（19万人・山口縣・山口都市圏（日语：山口・防府地区）・縣廳所在地）
3. 東廣島市（19.8万人・廣島縣・廣島都市圏）
4. 出雲市（17.1万人・島根縣・出雲都市圏（日语：出雲都市圏））
5. 宇部市（15.6万人・山口縣・宇部都市圏（日语：宇部都市圏））
6. 今治市（14.3万人・愛媛縣・今治都市圏（日语：今治圏））
7. 米子市（14.4万人・鳥取縣・米子都市圏（日语：米子都市圏））
8. 周南市（13.1万人・山口縣・徳山都市圏（日语：周南地区））
9. 尾道市（12.3万人・廣島縣・福山都市圏）
10. 岩国市（12.2万人・山口縣・岩国都市圏（日语：岩柳地区））
11. 新居濱市（11.1万人・愛媛縣・新居濱都市圏（日语：新居浜・西条圏））
12. 防府市（11.2万人・山口縣・山口都市圏）
13. 廿日市市（11.3万人・廣島縣・廣島都市圏）
14. 丸龜市（10.8万人・香川縣・高松都市圏）
15. 西条市（10万人・愛媛縣・新居濱都市圏（日语：新居浜・西条圏））
16. 津山市（9.5万人・岡山縣・津山都市圏（日语：津山都市圏））